# Раїфа
Раї́фа (рос. Раифа), або Мєстє́чко Раї́фа (рос. Местечко Раифа) — селище в Зеленодольському районі Республіки Татарстан (Росія). Підпорядковане Раїфському сільському поселенню. Лежить за 21 км на північний схід від міста Зеленодольськ. Найближчий населений пункт — селище Садовий, розташоване за один кілометр західніше. Раїфа лежить на східному березі Раїфського озера, через яке протікає річка Сумка. Селище межує із кордонами Раїфської ділянки Волзько-Камського біосферного заповідника. Більшість населення у ньому складають росіяни (73 %) і татари (23 %).

## Історія

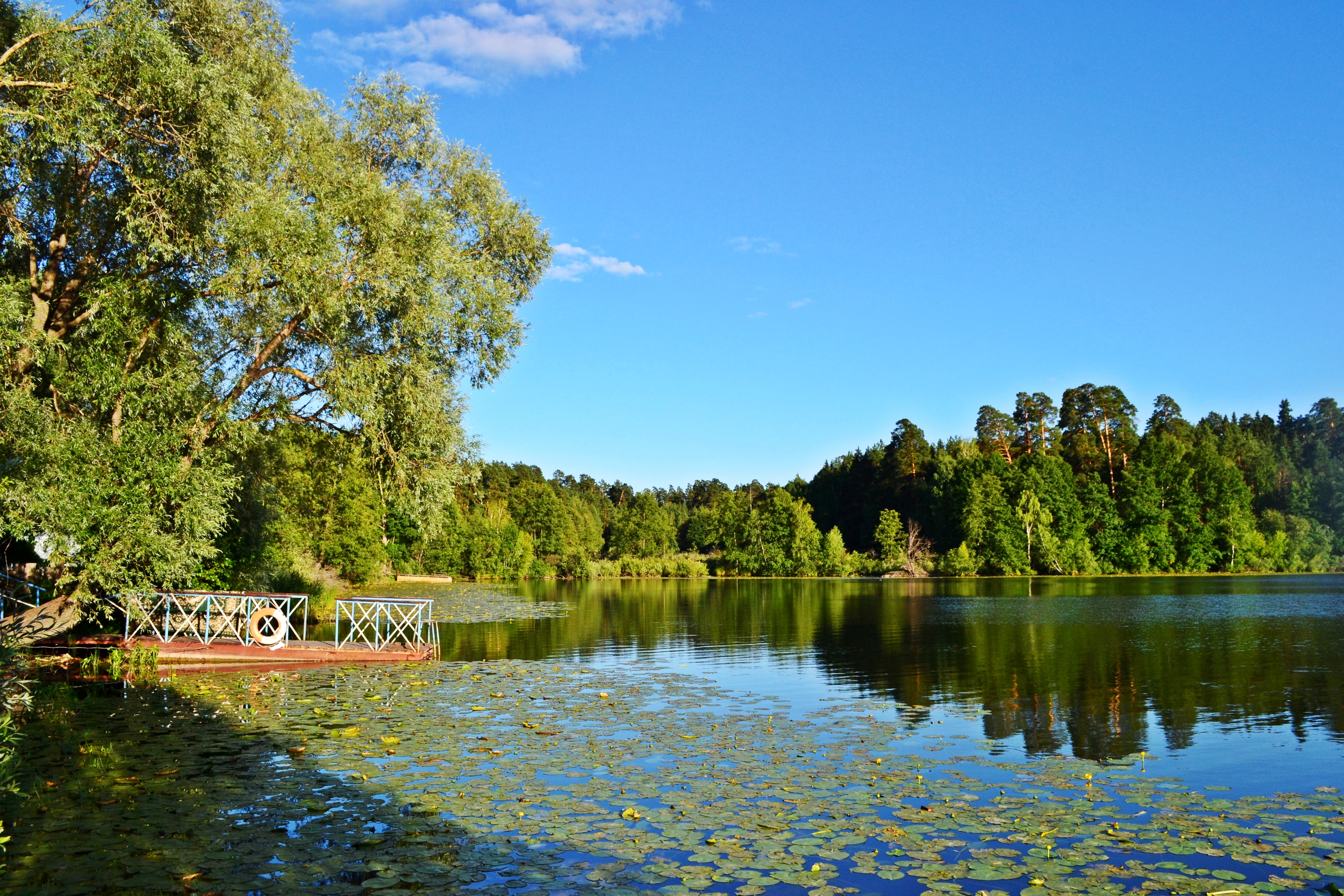
Краєвид Раїфського озера.

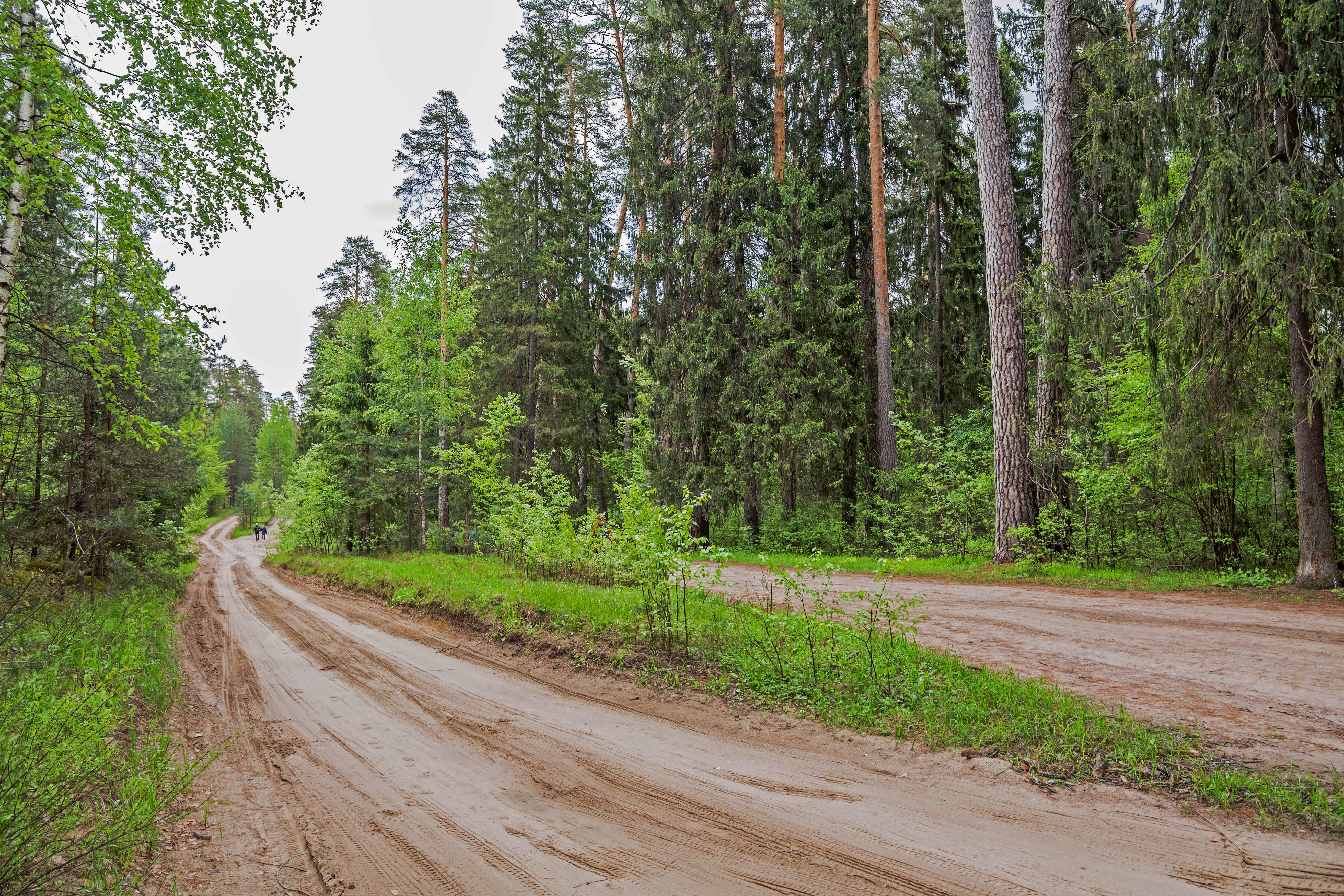
Лісова дорога між селищами Раїфа і Садовий.

До XVII сторіччя околиці теперішньої Раїфи населяло плем'я черемисів (марійців), представники якого облаштували на березі Раїфського озера язичницьке капище. 1630 року в цій місцині монахом Філаретом закладений православний скит, а 1662 року розпочато будівництво чоловічого Раїфського Богородицького монастиря. 1674 року цар Олексій Михайлович передав монастирю прилеглі до озера ліси, завдяки чому навколишня місцевість тривалий час залишалась незаселеною.
Лише на початку XX століття на Раїфській дорозі поблизу монастиря з'явився хутір, який швидко перетворився на селище. Сам монастир після Жовтневого перевороту закрили в 1918 році. За радянської доби в його будівлях розмістили училище для підлітків-правопорушників, пізніше реорганізоване в колонію. 1991 року Раїфський Богородицький монастир повернули Російській православній церкві і він офіційно відновив свою роботу. Наразі він залишається найбільшим монастирем Казанської єпархії, є важливим об'єктом паломництв і туризму. Поблизу монастиря встановлений пам'ятник жертвам зіткнення між священнослужителями і чекістами, яке відбулося у червні 1918 року. В селищі розвинута туристична інфраструктура: є магазини, автостоянка, автобусна зупинка. Поза монастирськими приміщеннями продовжує роботу училище закритого типу для підлітків-правопорушників. З-поміж соціальних об'єктів слід зазначити середню школу і амбулаторію.